# Alkoof

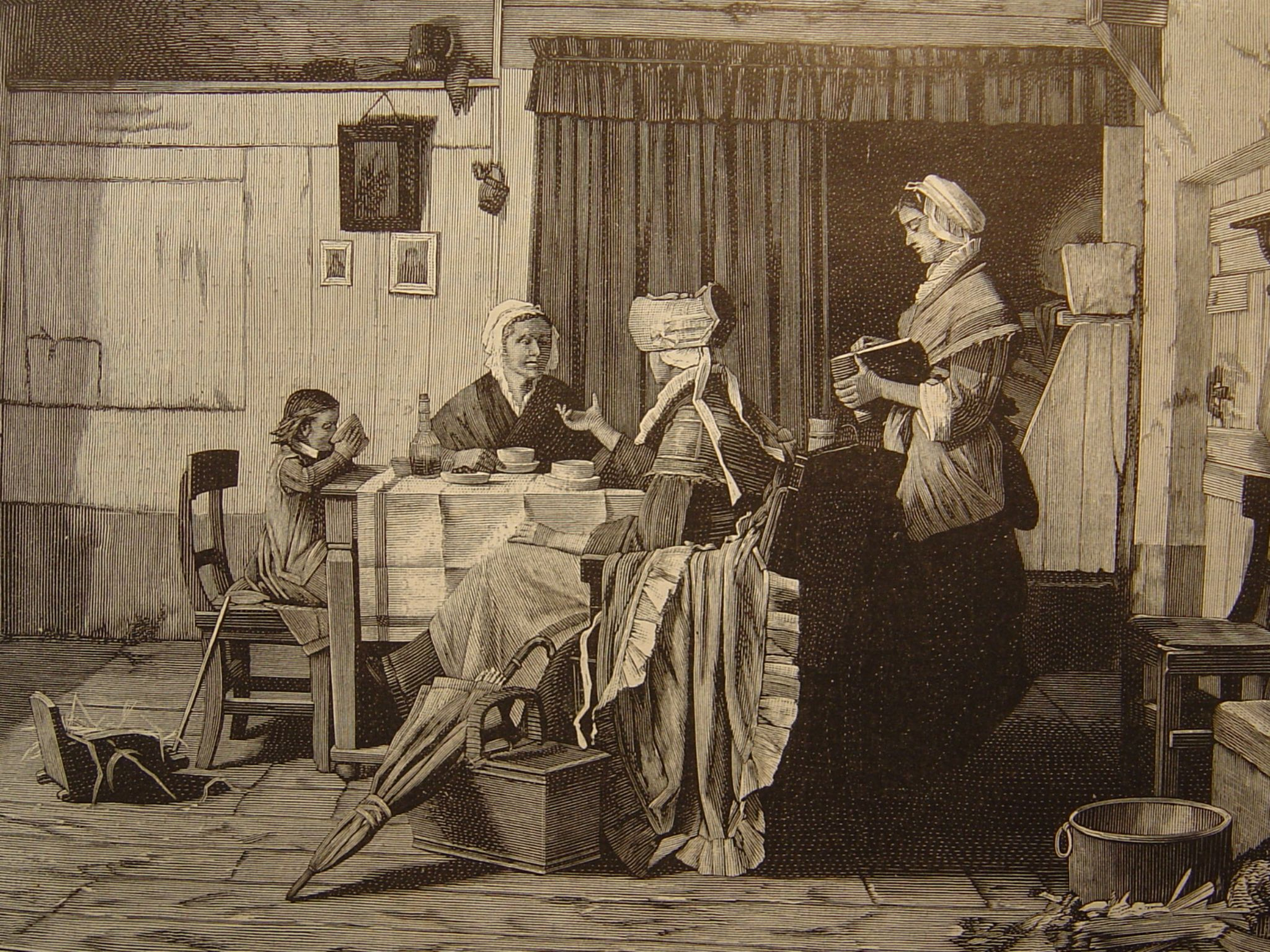
Afbeelding van een woonruimte met een alkoof achter de gordijnen (bedstee).

Een alkoof (afkomstig uit het Arabisch: القبة, al-, 'het', en qubbah, 'gewelf', via het Spaanse, alcoba) is een nis zonder ramen in een gebouw. Over het algemeen is een alkoof gekoppeld aan een grotere ruimte en heeft de alkoof een specifieke functie (zoals een rustruimte e.d.).

## Japan
In de traditionele Japanse architectuur wordt een alkoof gebruikt om siervoorwerpen te tonen. Deze ruimte wordt een tokonoma genoemd en bevindt zich gewoonlijk in de ontvangst- of theekamer. Typische voorwerpen in een tokonoma zijn bijvoorbeeld hangende rollen, ikebana-bloemstukken en instrumenten voor de theeceremonie.

## Campers

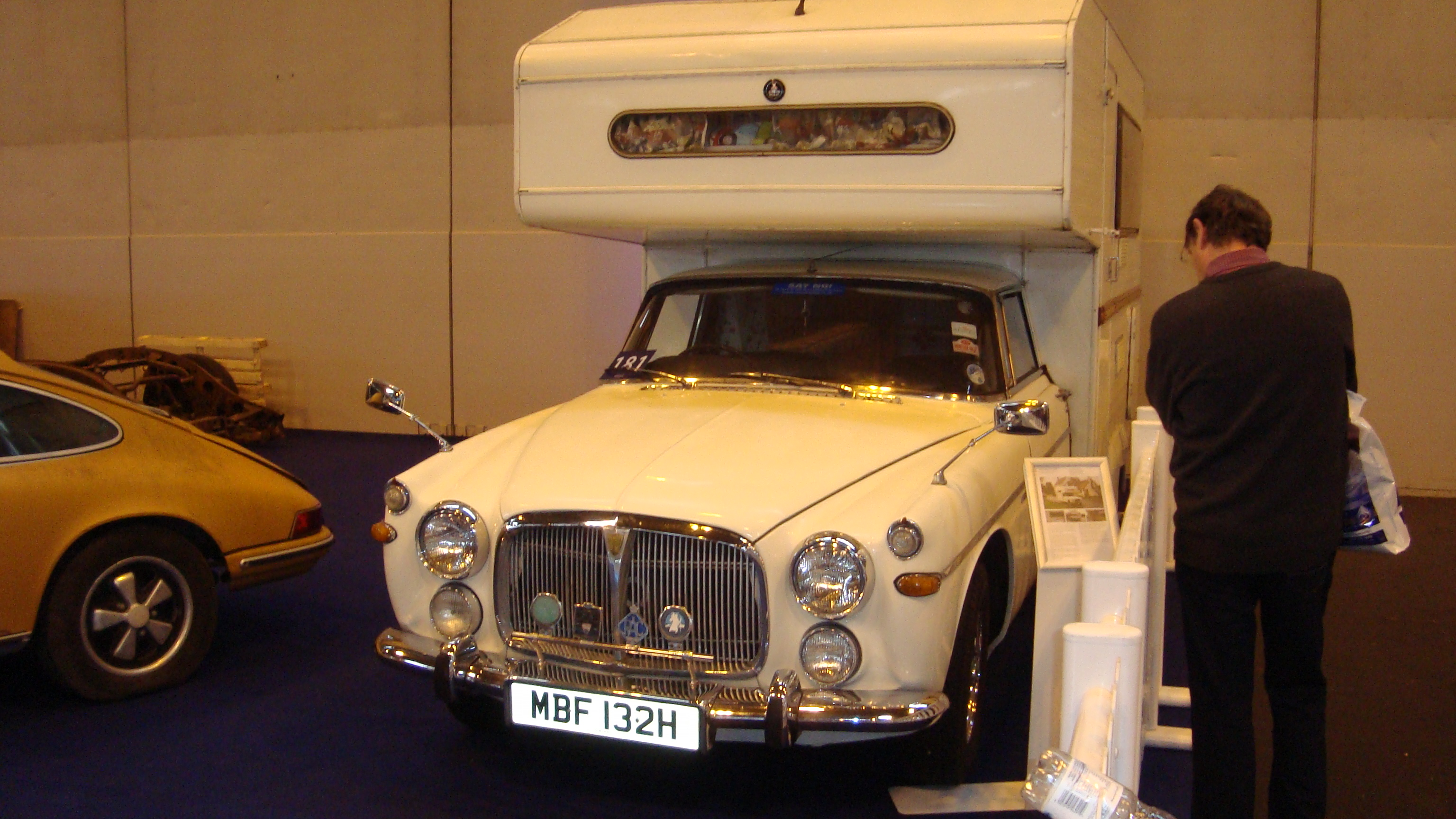
Alkoof: de overhangende ruimte boven de bestuurder

Bij campers heeft het de betekenis gekregen van de slaapnis boven de bestuurderscabine. Zo'n camper wordt ook wel alkoofcamper genoemd.

## Star Trek
In de film en televisieserie Star Trek wordt het woord alkoof gebruikt om een soort couveuse voor Borg-drones aan te duiden, met als doel de drones van noodzakelijke energie te voorzien. De alkoof is in dit geval een nis waarin een drone rechtop kan staan.